# Château du Fief-Milon
Le château du Fief-Milon est un château situé sur la commune de Le Boupère, dans le canton de Chantonnay en Vendée.

## Historique
Construit pour une partie au XIVe siècle, le château-fort faisait partie du système de défense de Pouzauges. Sa position élevée lui donnait le rôle d'une tour de guet et offrait un panorama exceptionnel sur les monts Gâtine qui dominent le Haut Bocage vendéen, Saint-Michel-Mont-Mercure et Le Boupère. Cette position élevée s’explique par sa fonction première : défendre Pouzauges contre les Anglais pendant la guerre de Cent Ans.
La charpente des communs, à poinçons sculptés et contrefiches courbes, est datée entre 1585 et 1610.
Au début du XIXe siècle, le château médiéval (un corps central flanqué de deux grosses tours circulaires) subit des changements, à la manière de Viollet-le-Duc : on a donné aux deux tours une allure « fortifiée » en les couronnant par un faux mâchicoulis avec crénelage en briques. En 1861 de nouveaux bâtiments furent édifiés reliant le château à l’ensemble des communs.
En 2005, le château a été inscrit en totalité à l’Inventaire supplémentaire des monuments historiques alors que les communs et l'enceinte ont été inscrits en 1989.
Le château entra par mariage en 1841 dans la famille Monti de Rezé qui le possède encore de nos jours.